# Kanton Aix-en-Provence-Centre
Der Kanton Aix-en-Provence-Centre war von 1982 bis 2015 ein französischer Wahlkreis im Arrondissement Aix-en-Provence, im Département Bouches-du-Rhône und in der Region Provence-Alpes-Côte d’Azur. Die landesweiten Änderungen in der Zusammensetzung der Kantone brachten im März 2015 seine Auflösung. Er umfasste das Zentrum von Aix-en-Provence mit den Stadtteilen Centre-ville,  Corsy und Encagnane.

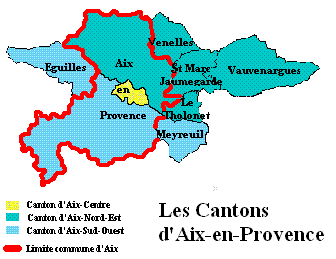
Die Kantone von Aix-en-Provence und Umgebung